# Molí d'en Ribé
El Molí d'en Ribé és una obra de Santa Coloma de Gramenet inclosa a l'Inventari del Patrimoni Arquitectònic de Catalunya.

## Descripció
El molí d'en Ribé és un molí fariner baix-medieval de grans dimensions i aspecte monumental, que al segle xviii era propietat de la família Riber tot i que sempre ha estat relacionat amb la gran propietat senyorial de la Torre Balldovina. A ran de l'excavació duta a terme s'ha pogut constatar que es conserva una sala amb quatre moles i, a un nivell inferior, els carcabans corresponents, a més d'una imponent canalització tallada a la roca per on sortia l'aigua que s'aprofitava per regar els camps.
El molí es pot datar a la meitat del segle xiv. Fou ampliat amb dues moles més a finals del segle xvi, començament del segle xvii. El molí devia deixar de funcionar a finals del segle xix o principis del segle xx.

## Història
L'explotació de la zona arqueològicaServei Suport Tècnic Inventari - MAT de la torre Balldovina ha tingut com a resultat el descobriment d'un antic molí. Aquest sembla que va funcionar entre el segle xiv i començament del segle XX i que formava part de la gran propietat senyorial de la torre Balldovina.